# Scatella nipponica
Scatella nipponica är en tvåvingeart som beskrevs av Ichiro Miyagi 1977. Scatella nipponica ingår i släktet Scatella och familjen vattenflugor. Inga underarter finns listade i Catalogue of Life.